# Леголенд

Официальный логотип тематических парков Леголенд

Леголенд (дат. Legoland — «Страна ЛЕГО») — группа детских тематических парков развлечений, практически полностью построенных из конструктора LEGO.
Первый в мире «Леголенд» был открыт в 1968 году в городе Биллунде (Дания). Сегодня в мире существует двенадцать «Леголендов»: в Биллунне (Дания), Гюнцбурге (Германия), Виндзоре (Англия), Гардаленде (Италия), Калифорнии (США), Нью-Йорке (США). 15 октября 2011 года был открыт новый парк во Флориде, США. Первый азиатский Леголенд открылся в Джохор-Бару, Малайзия. Также существует Леголенд в Дубае, ОАЭ, Леголенд в Чхунчхоне, Корея, Леголенд в Нагое, Япония. Первый китайский Леголенд был открыт 5 июля 2025 года в Шанхае.

## Леголенд в Биллунне

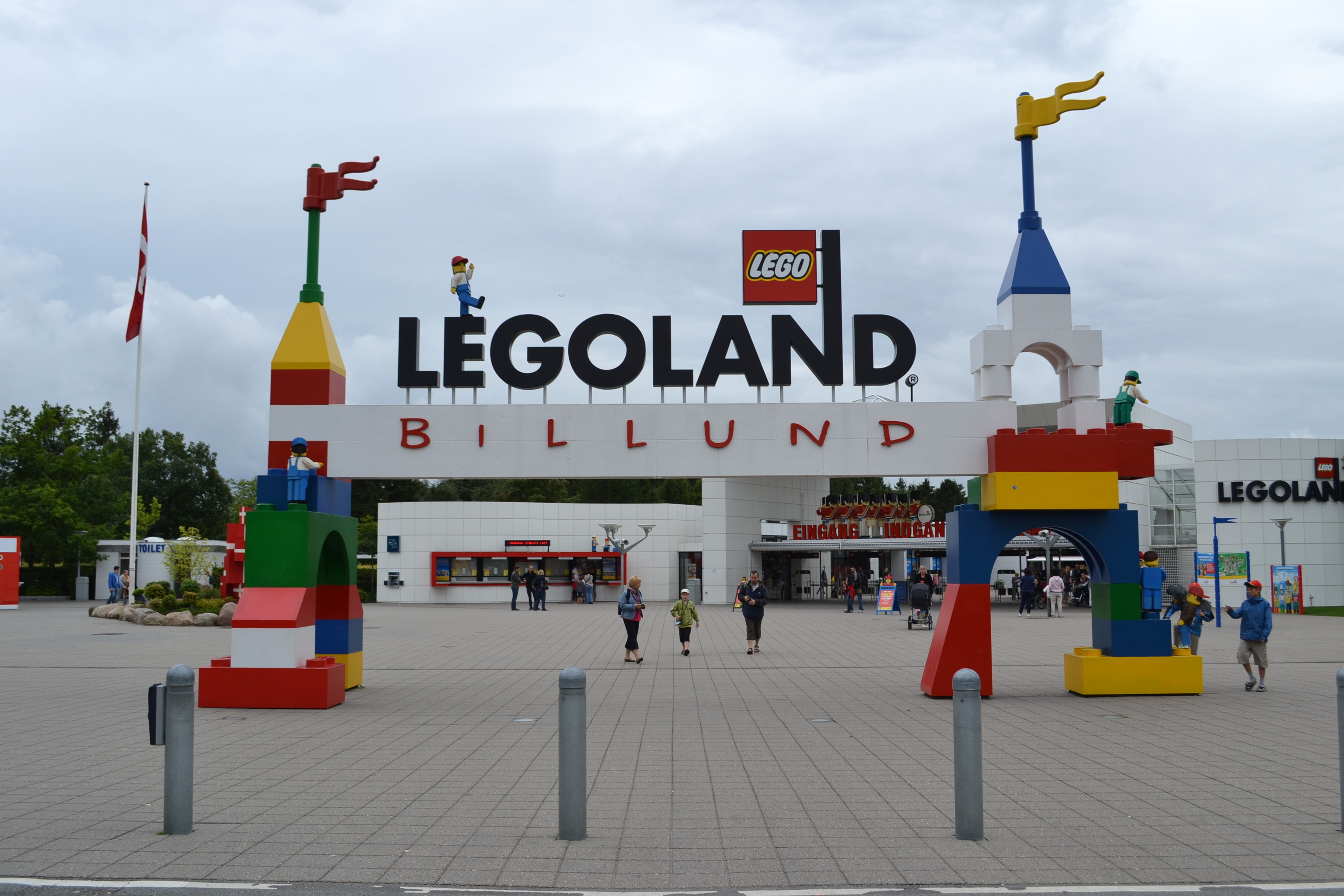
Леголенд в Биллунне, Дания

Первый в мире «Леголенд» был построен в 1968 году, на родине конструктора LEGO, в Дании, в самом центре полуострова Ютландия, в маленьком городке под названием Биллунн. На сегодня это самый крупный Леголенд в мире, состоящий в общей сложности из более 46 миллионов кубиков LEGO различных размеров. По площади парк занимает примерно 100 000 квадратных метров.
Парковая зона датского Леголенда разделена на тематические блоки, каждый из которых предназначен для детей определённого возраста.

### Тематические зоны
На сегодняшний день Леголенд в Дании состоит из 8 тематических зон: Miniland, DUPLO Land, Imagination Zone, LEGOREDO Town, Pirate Land, Knight’s Kingdom, Adventure Land, LEGO City.
Миниленд (Miniland)
«Миниленд» — это сердце Леголенда, именно с этого блока началось строительство парка и, естественно, на него ушло наибольшее количество кубиков LEGO (около 20 миллионов). Это парковая зона являет собой мир в миниатюре и рассчитана не только на детей, но и на их родителей. Миниленд представляет собой концентрацию самых известных уголков мира, реалистично построенных из конструктора ЛЕГО в миниатюрном размере. Здесь можно увидеть сделанные из LEGO статую Свободы, знаменитый Биг-Бен, огромное количество знаменитых улиц, площадей, памятников культуры и искусства, аэропорт, железнодорожную станцию и порт.
Мир Дупло (World of Duplo)
Дуплоленд — зона Леголенда, оборудованная специальным мягким покрытием, защищающим малышей от падений, и потому предназначенная для самых маленьких посетителей. Данная часть парка знаменита построенной здесь автошколой для детей — SEAT Traffic School. В ней дети могут быть обучены правилам дорожного движения, а после сдачи почти настоящего экзамена вождения получить детские водительские права.
Мир воображения
Imagination Zone — парковая зона, предназначенная для детей постарше, так как здесь находится LEGO MINDSTORMS Center — центр, в котором дети могут создавать свои игрушки из ЛЕГО. Здесь же находится и современный 4D-кинотеатр, оборудованный современной аудио- и видеотехникой, привлекающий многих взрослых.
Город Легоредо
Город Легоредо — парковая зона, представляющая собой уголок Дикого Запада и полная соответствующих данной тематике аттракционов и всевозможных развлечений. Тематический блок рассчитан на семейный отдых.
Земля пиратов
Земля пиратов — тематический блок Леголенда, призывающий к путешествиям. Здесь детей ждут битвы с пиратами на шпагах, загадочные пещеры и, конечно, увлекательные поиски сокровищ.
Королевство рыцарей
Королевство рыцарей — это мир рыцарей и принцесс, представленный огромным замком эпохи Средневековья, построенным из лего. В нём малышей ждут всевозможные приключения, аттракционы и даже встреча с летающим драконом.
Мир приключений
Эта часть Леголенда рассчитана на детей старшего возраста и предназначена для любителей острых ощущений. Здесь представлено огромное количество захватывающих дух аттракционов: от весёлых водных аттракционов до американских горок и канатной дороги.
Город LEGO
«Город LEGO» — это парковая зона «Леголенда», представляющая собой настоящий город. Здесь есть даже своя пожарная станция и производственная фабрика, составленные из LEGO.

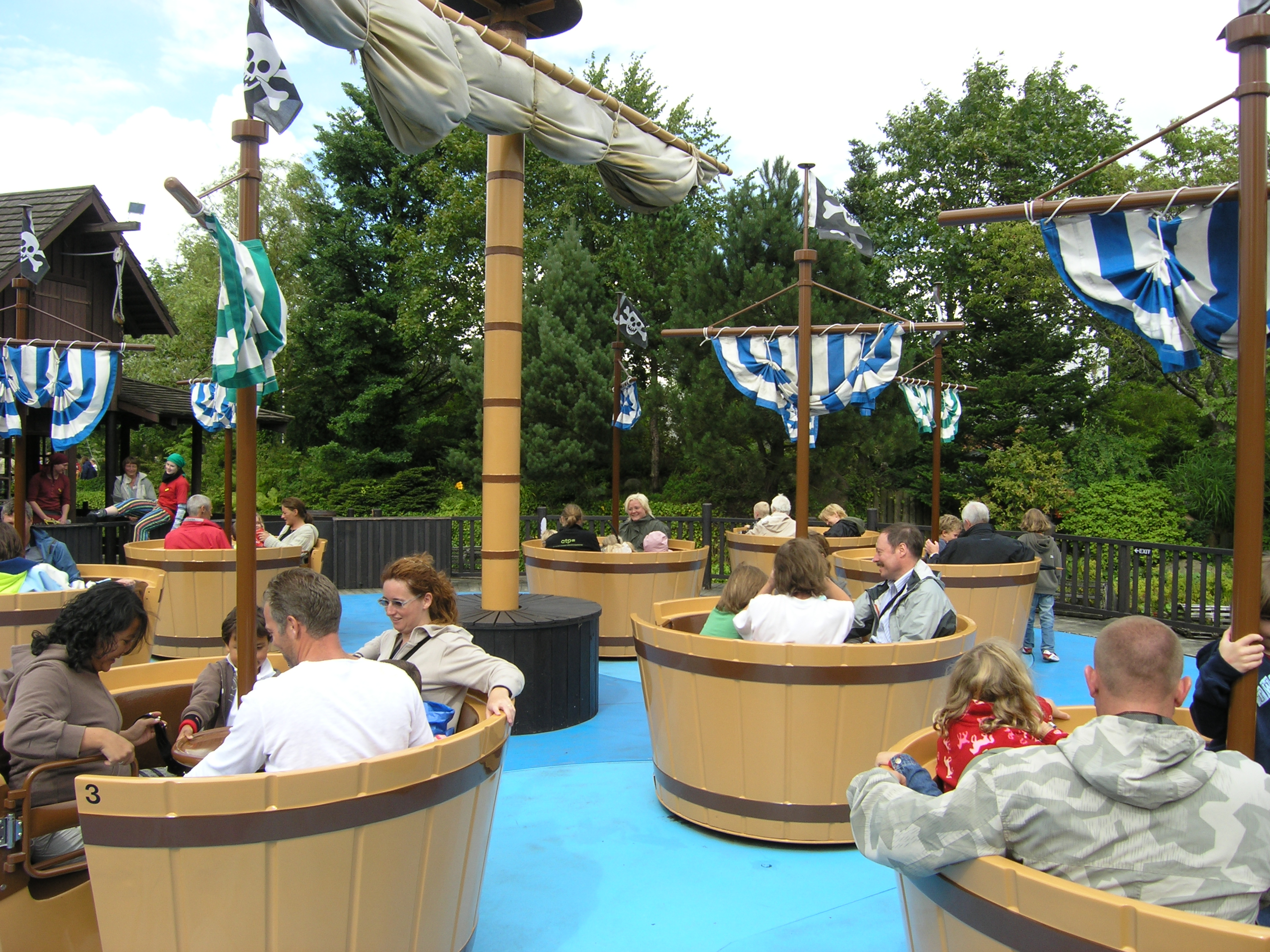
Пиратская карусель

## Леголенд в Гюнцбурге

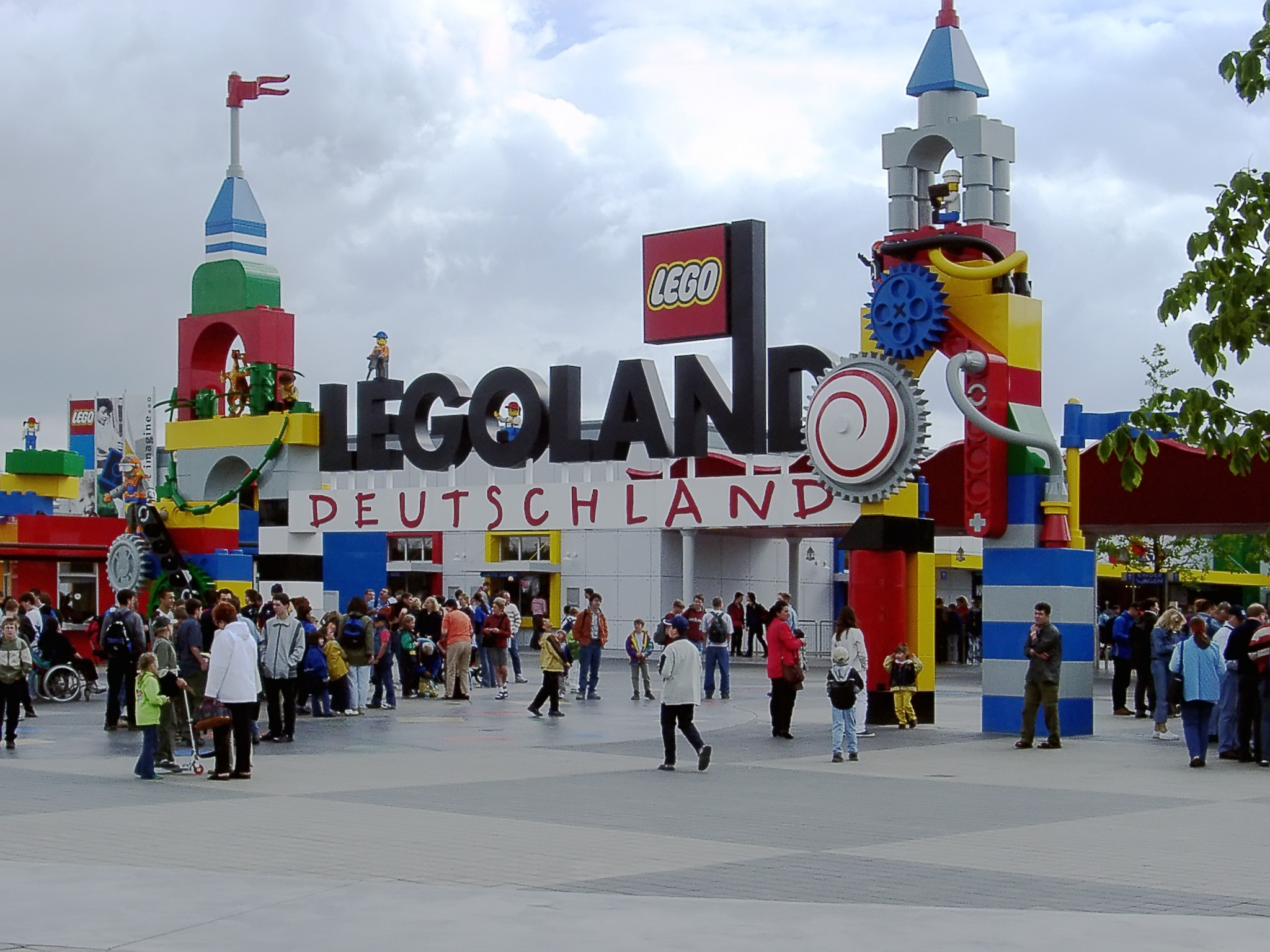
Леголенд в Гюнцбурге, Германия

17 мая 2002 года в Гюнцбурге состоялось торжественное открытие парка «Леголенд». В парке находится около 40 различных аттракционов, интерактивные игры, шоу и представления. Территория парка составляет 140 гектаров и окружена живописным лесом. Леголенд ориентирован на родителей с детьми от 2 до 15 лет. Его центральную часть занимает сказочная страна из 50 миллионов разноцветных кирпичиков LEGO, возведённая усилиями 500 рабочих и дизайнеров. В парке можно увидеть уменьшенные копии знаменитых зданий и целых кварталов Берлина, Франкфурта-на-Майне, Венеции, Амстердама и других европейских городов.

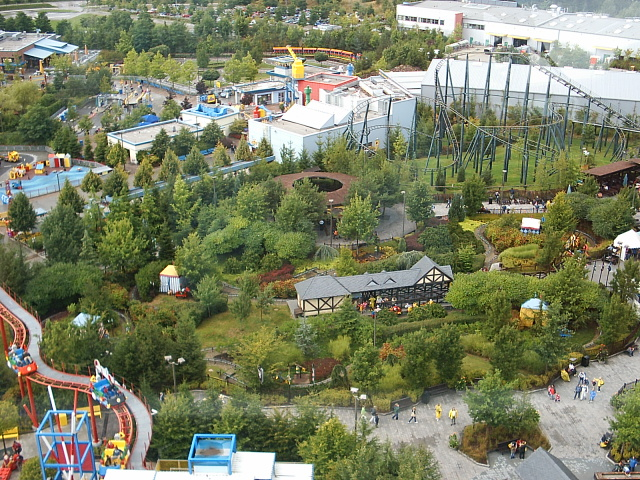
Вид на Леголанд в Гюнцбурге
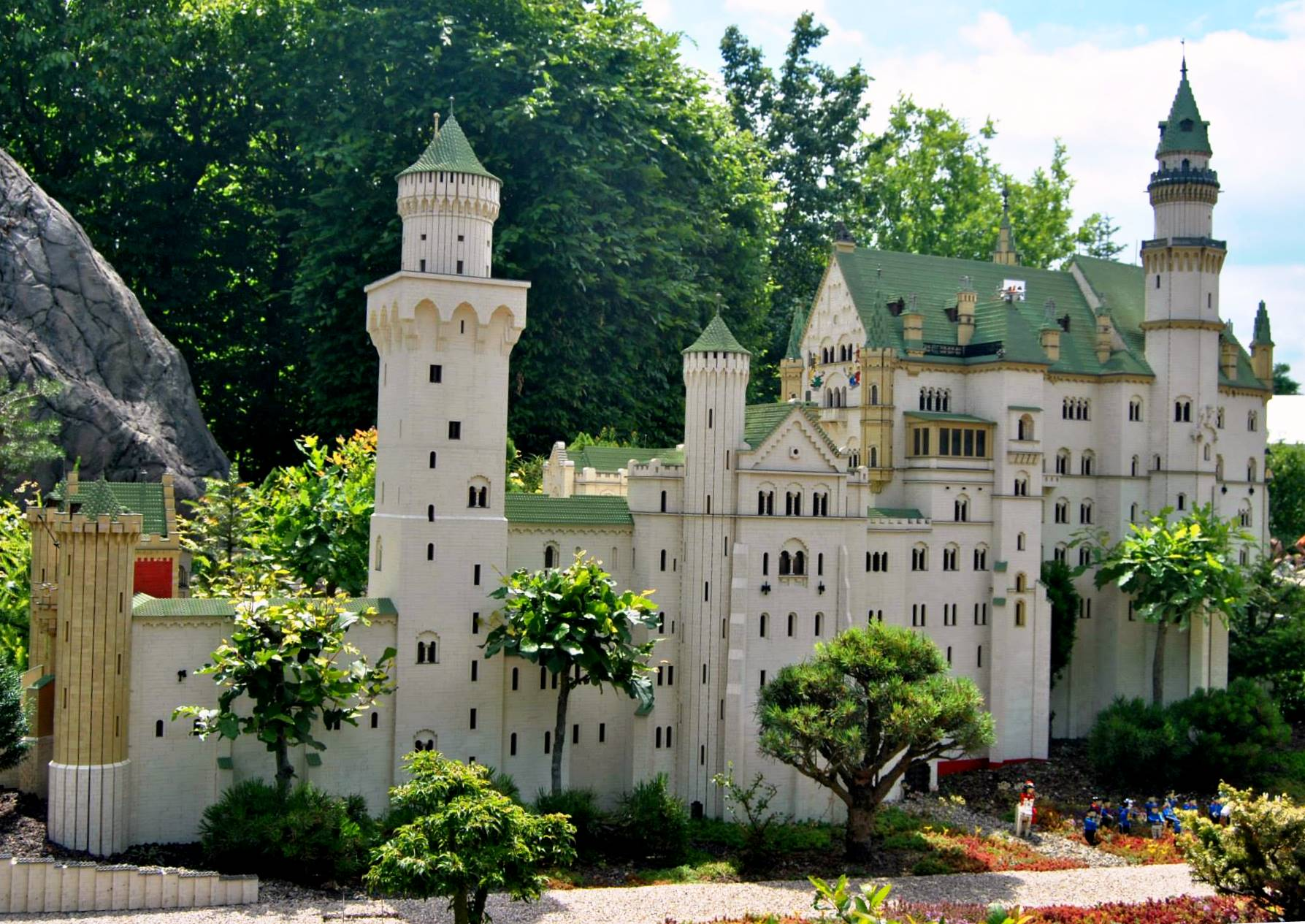

## Леголенд в Калифорнии

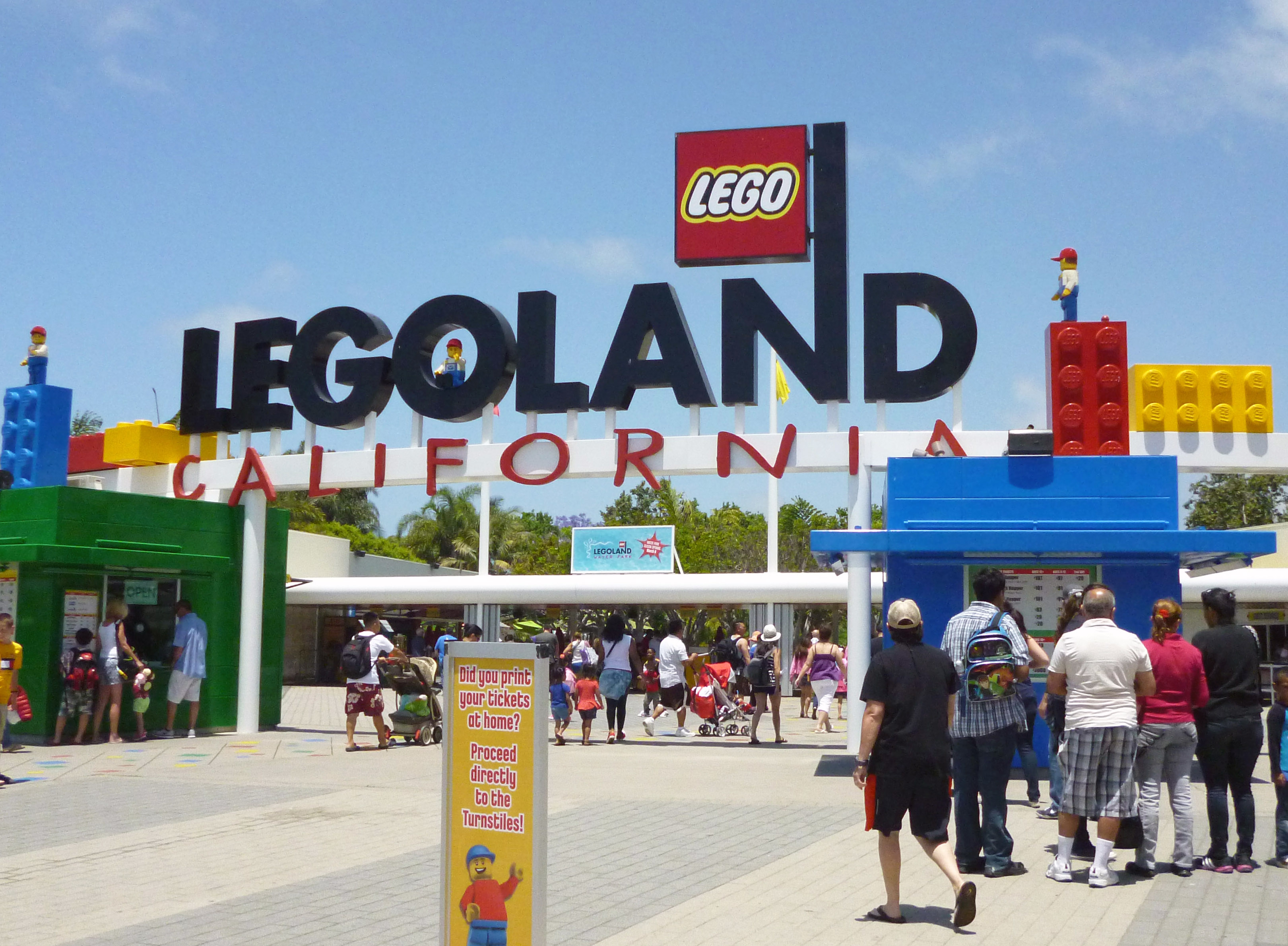
Вход в Леголенд, Калифорния

20 марта 1999 года в городе Карлсбад, штат Калифорния, США состоялось открытие Леголенда. В парке находится более 60 аттракционов, 7 водных аттракционов, океанариум «SeaLife» и гостиница «Legoland Hotel». Территория парка занимает 52 гектара.

### «США в миниатюре» (Miniland Usa)
«США в миниатюре» представляет собой парк миниатюр масштабом 1:20 с уменьшенными копиями зданий Нью-Йорка, Вашингтона, Сан-Франциско, Нового Орлеана и других городов США. Этот миниленд был построен в течение трёх лет, используя более 20 миллионов деталей LEGO.

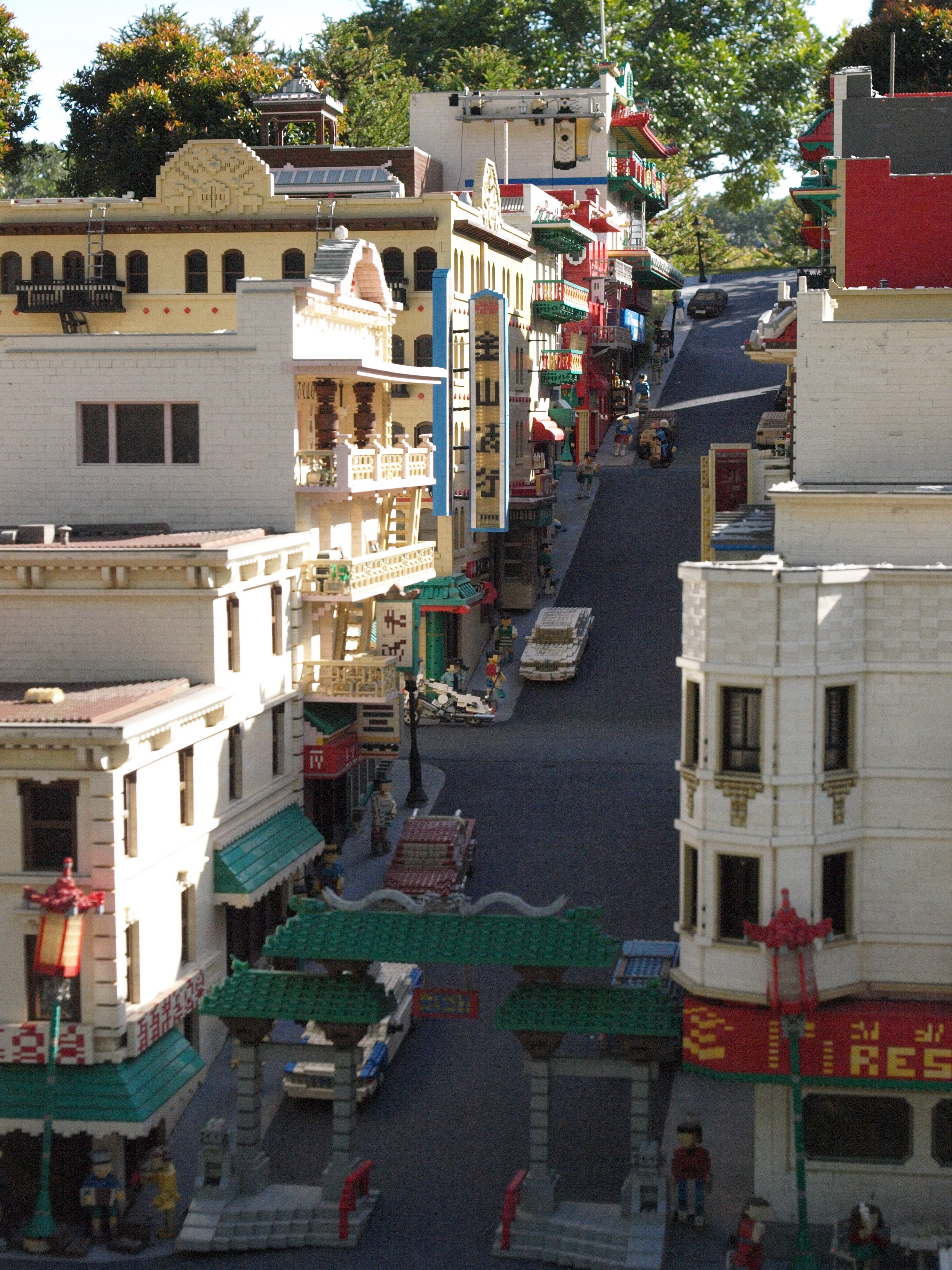
Чайнатаун в миниленде Сан-Франциско

| Миниленд               | Год добавления | Описание |
| ---------------------- | -------------- | --- |
| Круиз на побережье     | 1999           | 8-минутное катание на лодке, где посетители могут посмотреть множество памятников, таких как Сиднейский оперный театр, Тадж-Махал, гора Рашмор и Эйфелева башня.                                                                    |
| Новая Англия           | 1999           | Миниленд с изображением гавань Новой Англии. |
| Вашингтон              | 1999           | Миниленд с различными памятниками Вашингтона, таких как Монумент Вашингтону, Мемориал Линкольну, Мемориал ветеранов войны во Вьетнаме, Капитолий, Белый дом, Здание Смитсоновского института и Мемориал Корпуса морской пехоты США. |
| Блок славы             | 1999           | Парк с LEGO бюстами известных лиц, таких как Мэрилин Монро, Джордж Вашингтон и Уинстон Черчилль. |
| Новый Орлеан           | 1999           | Миниленд со зданиями Нового Орлеана и его многочисленных водных путей. |
| Нью-Йорк               | 1999           | Миниленд с островом Манхэттен и различными местами Нью-Йорка, таких как Центральный парк, Таймс-сквер, Всемирный торговый центр 1, Бродвей, Музей Соломона Гуггенхейма и Эмпайр-стейт-билдинг.                                      |
| Сан-Франциско          | 1999           | Миниленд с городом Сан-Франциско и его различными местами, таких как мост Золотые Ворота, Пирс 39, Чайнатаун, Ломбард-стрит и Трансамерика.                                                                                         |
| Южная Калифорния       | 1999           | Миниленд с Южной Калифорнией и с её известными достопримечательностями, такими как Китайский театр TCL, Голливудская аллея славы и Хантингтон Бич.                                                                                  |
| Лас-Вегас              | 2007           | Миниленд с городом Лас-Вегас и его известными отелями, такими как Тропикана-Резорт и казино, Mirage Las Vegas и Стратосфера Лас-Вегас.                                                                                              |
| Миниленд Звёздных войн | 2011           | Миниленд с изображениями семи фильмов по Звёздным войнам. |

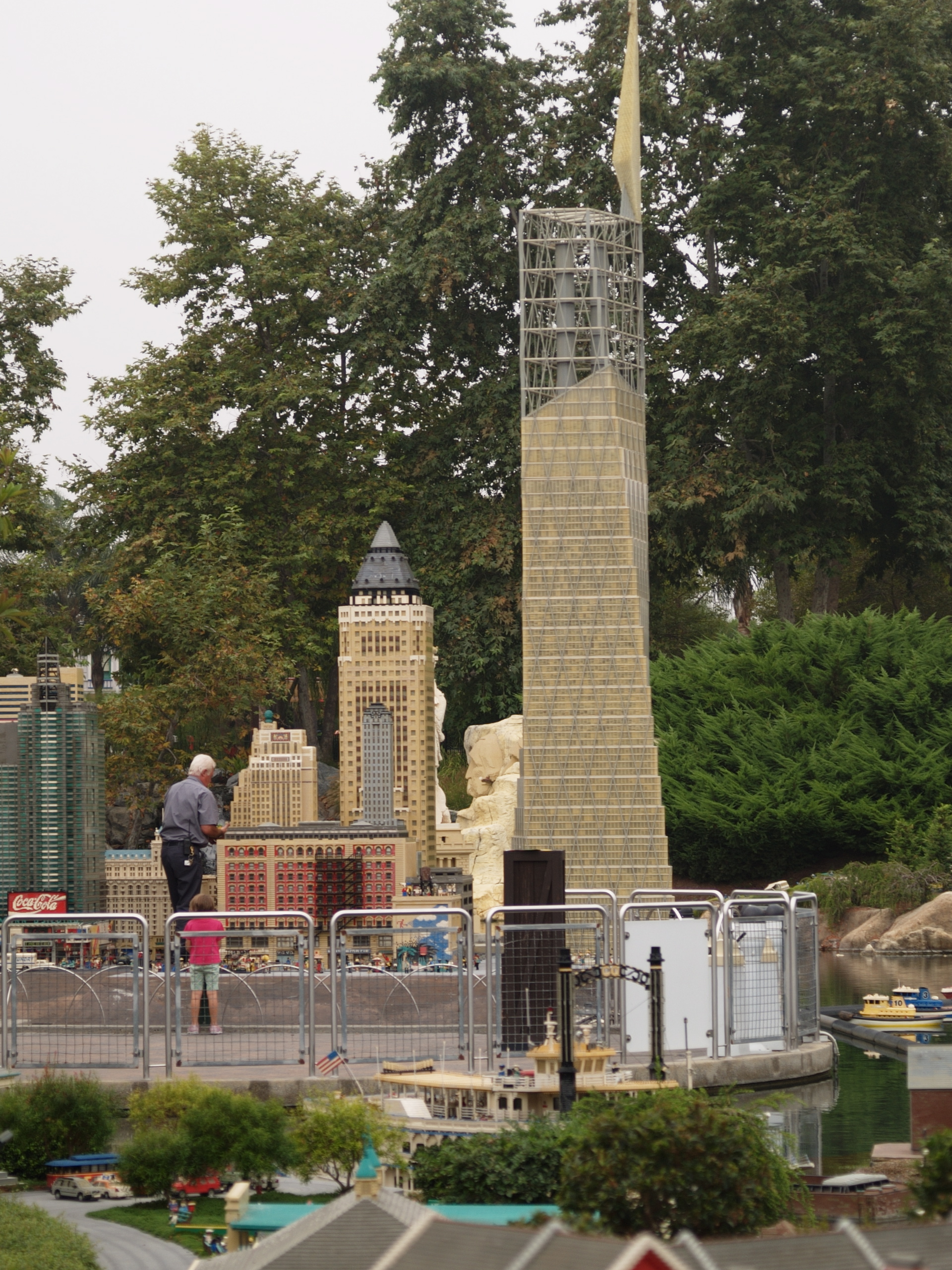
Копия Всемирного торгового центра 1 из LEGO в миниленде Нью-Йорка
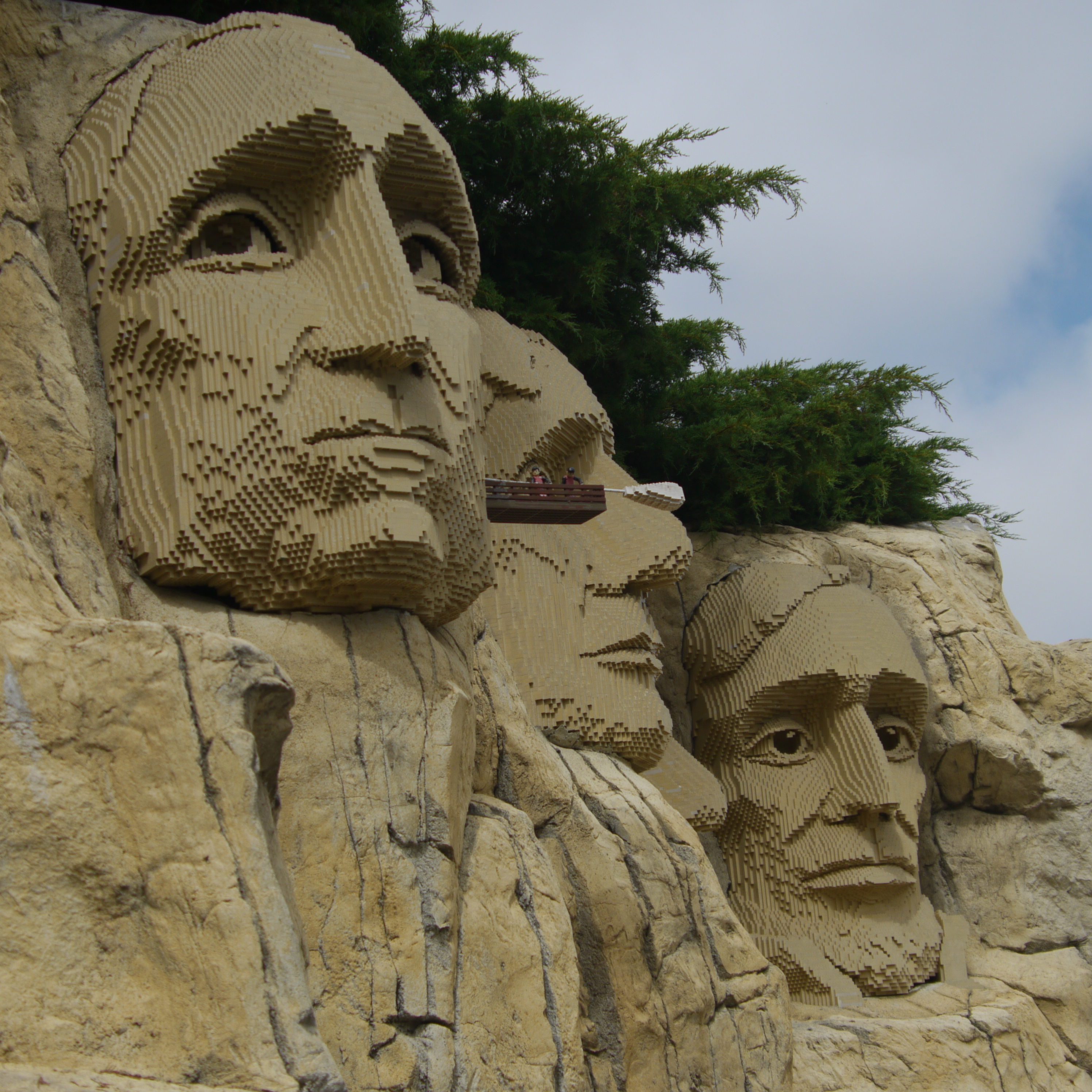
Гора Рашмор

### Леголендский аквапарк
Это первый аквапарк в Леголенде. Был открыт в Леголенде в Калифорнии. Его строительство началось в сентябре 2009 года, а открытие состоялось 28 мая 2010 года. В начале июля 2014 года в этом аквапарке открылись водные аттракционы по LEGO Legends of Chima. Купить отдельный билет исключительно для аквапарка невозможно. Всего имеет 14 аттракционов. Позже в 2012 году Леголендский аквапарк появился во Флориде.

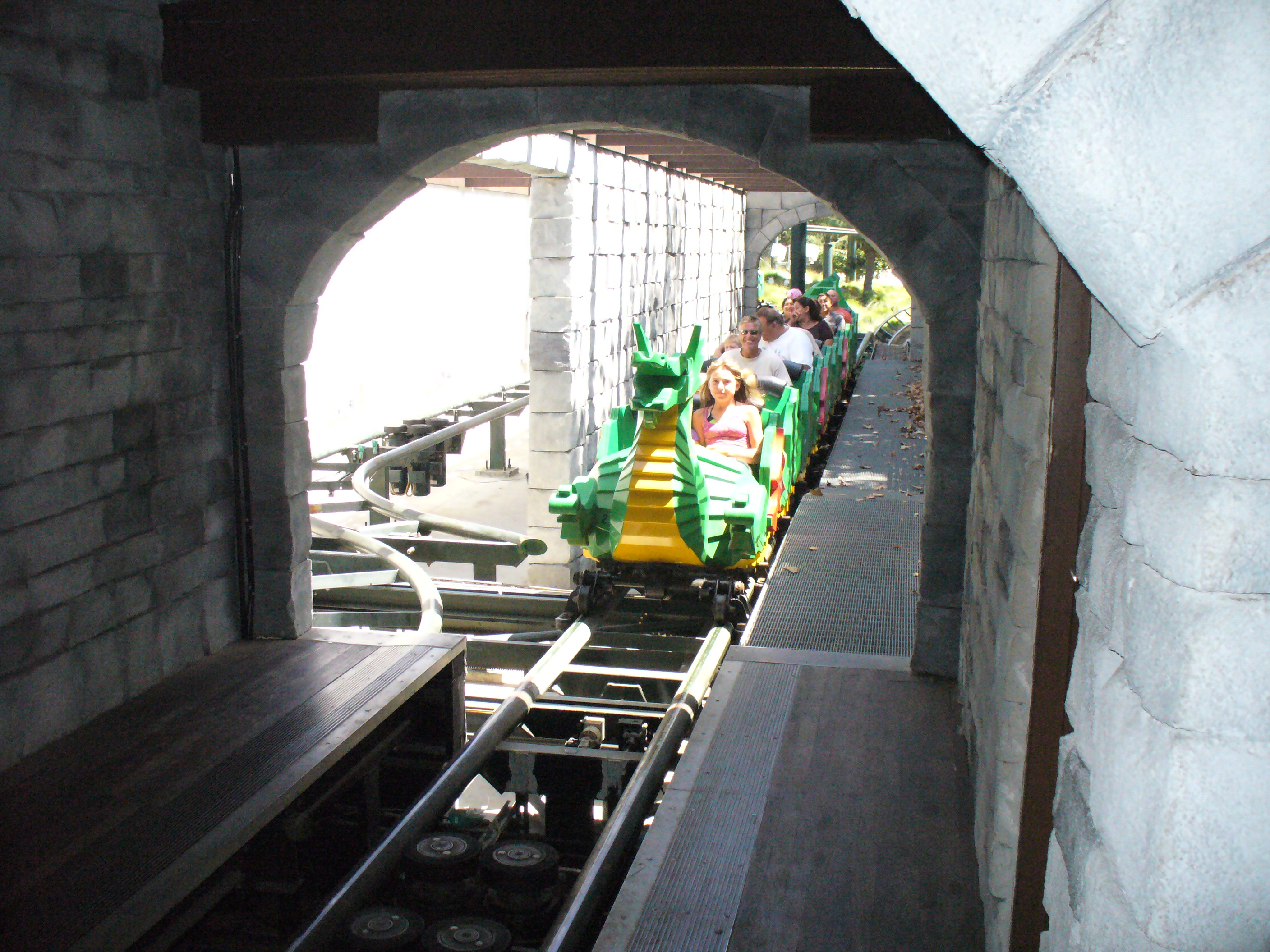
Драконовые американские горки
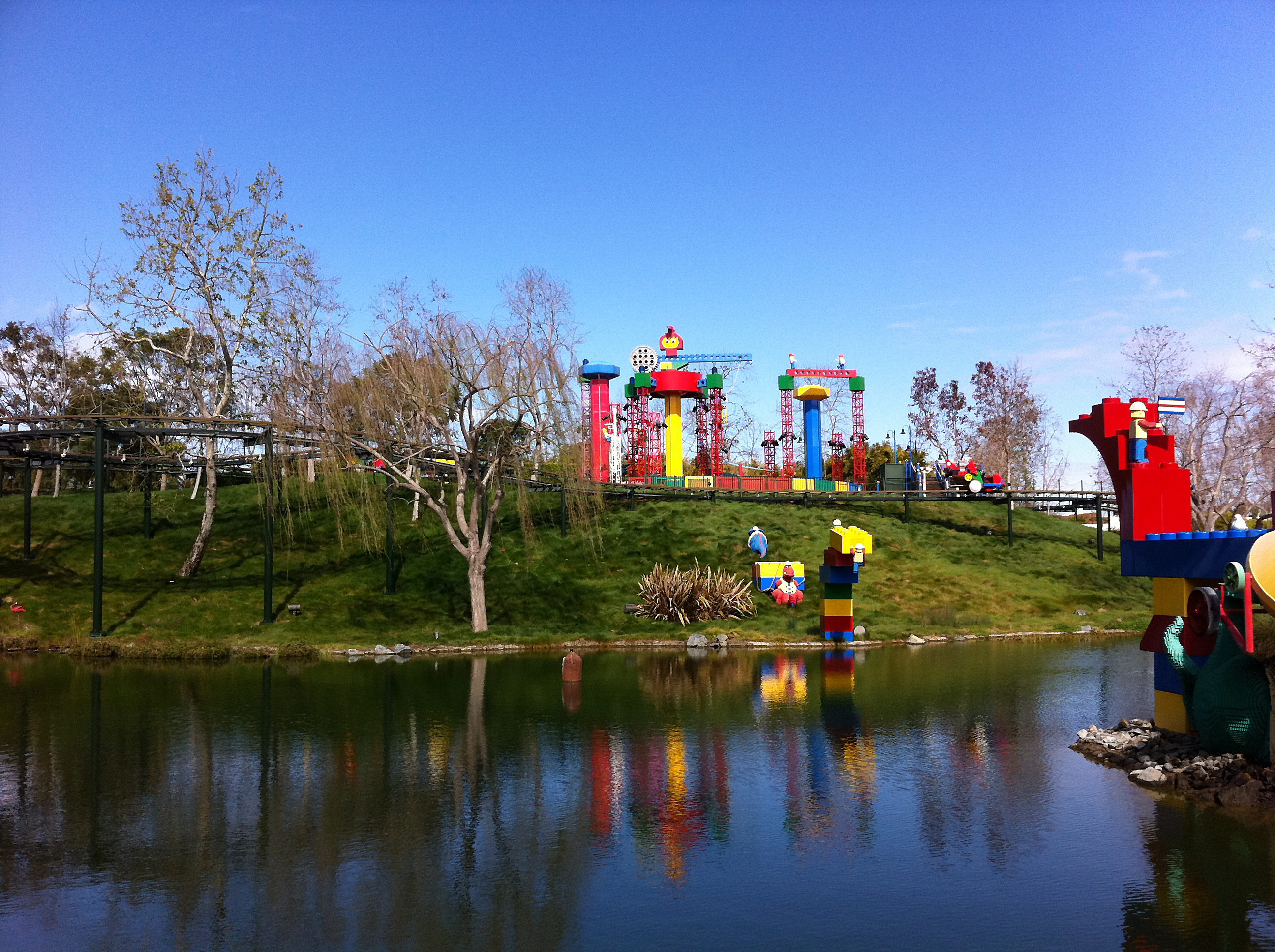

## Леголенд в Нью-Йорке

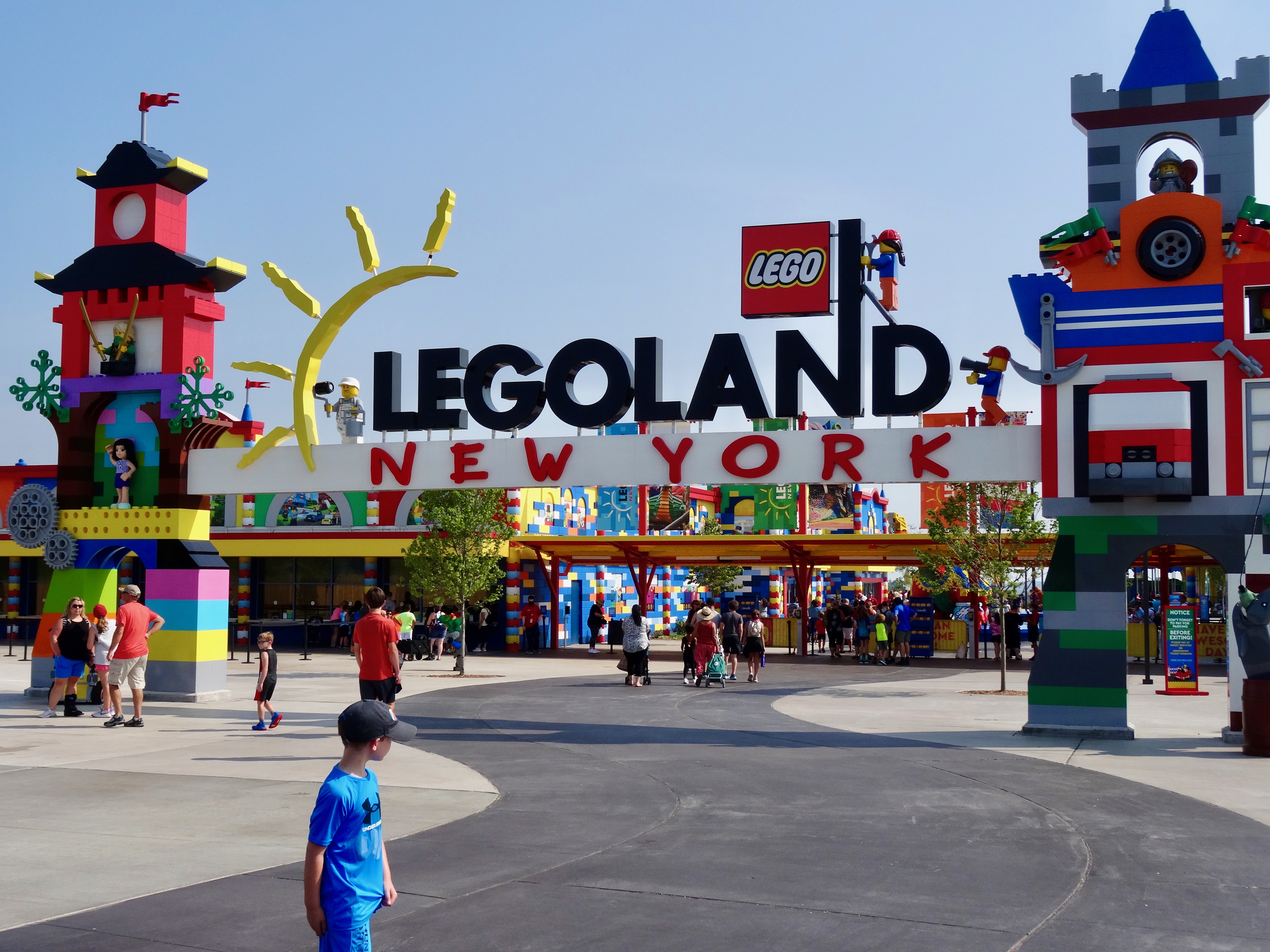
Леголенд в Нью-Йорке

Этот Леголенд открылся 29 мая 2021 года в Нью-Йорке, США. Это самый большой в мире Леголенд по площади. Площадь парка составляет 0,61 квадратных километров, в будущем парк может расширяться до 2,0 квадратных километров. Парк насчитывает около 20 аттракционов. Открыт весь год.

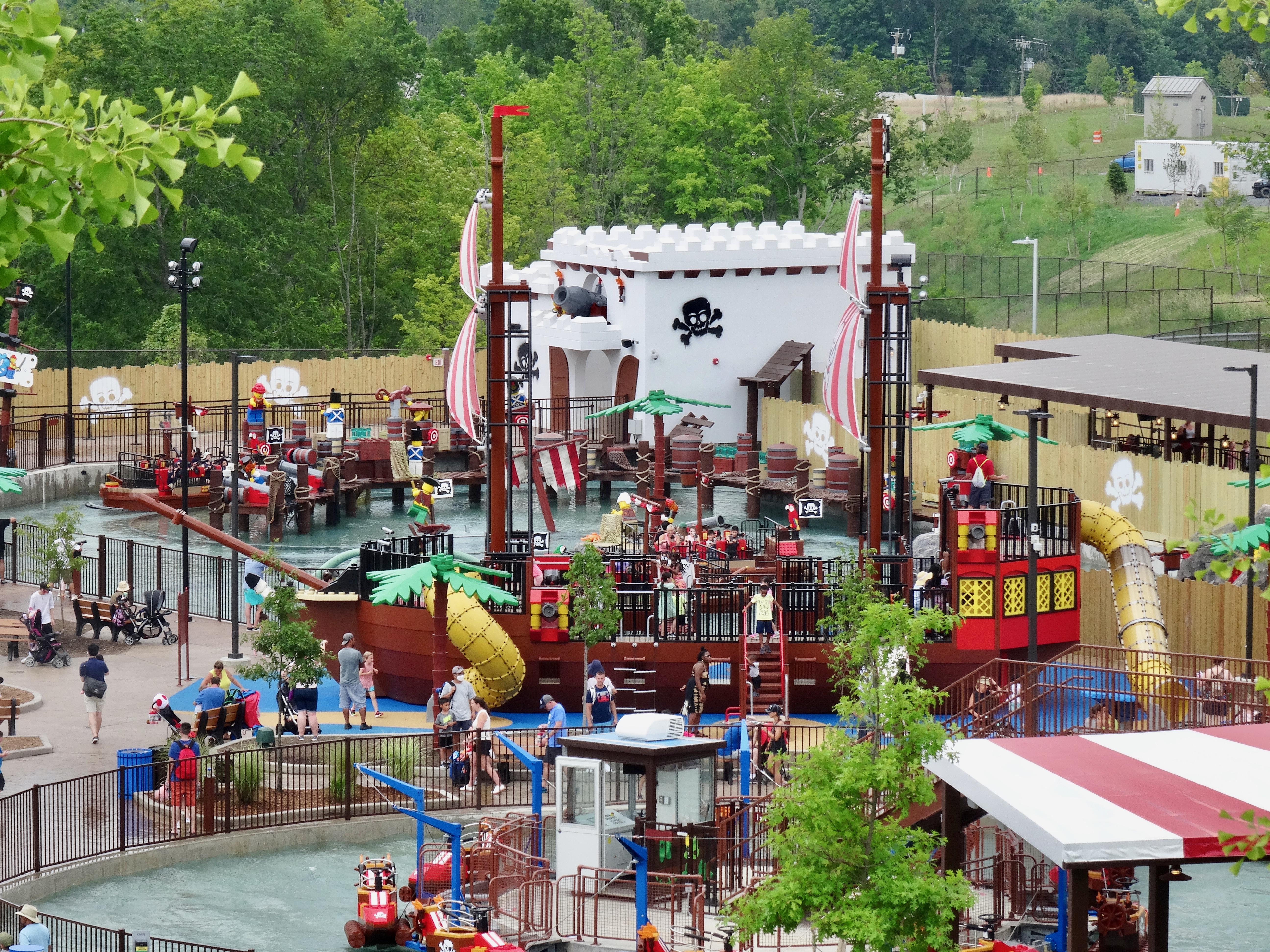
Вид на Леголенд в Нью-Йорке

## Леголенд во Флориде

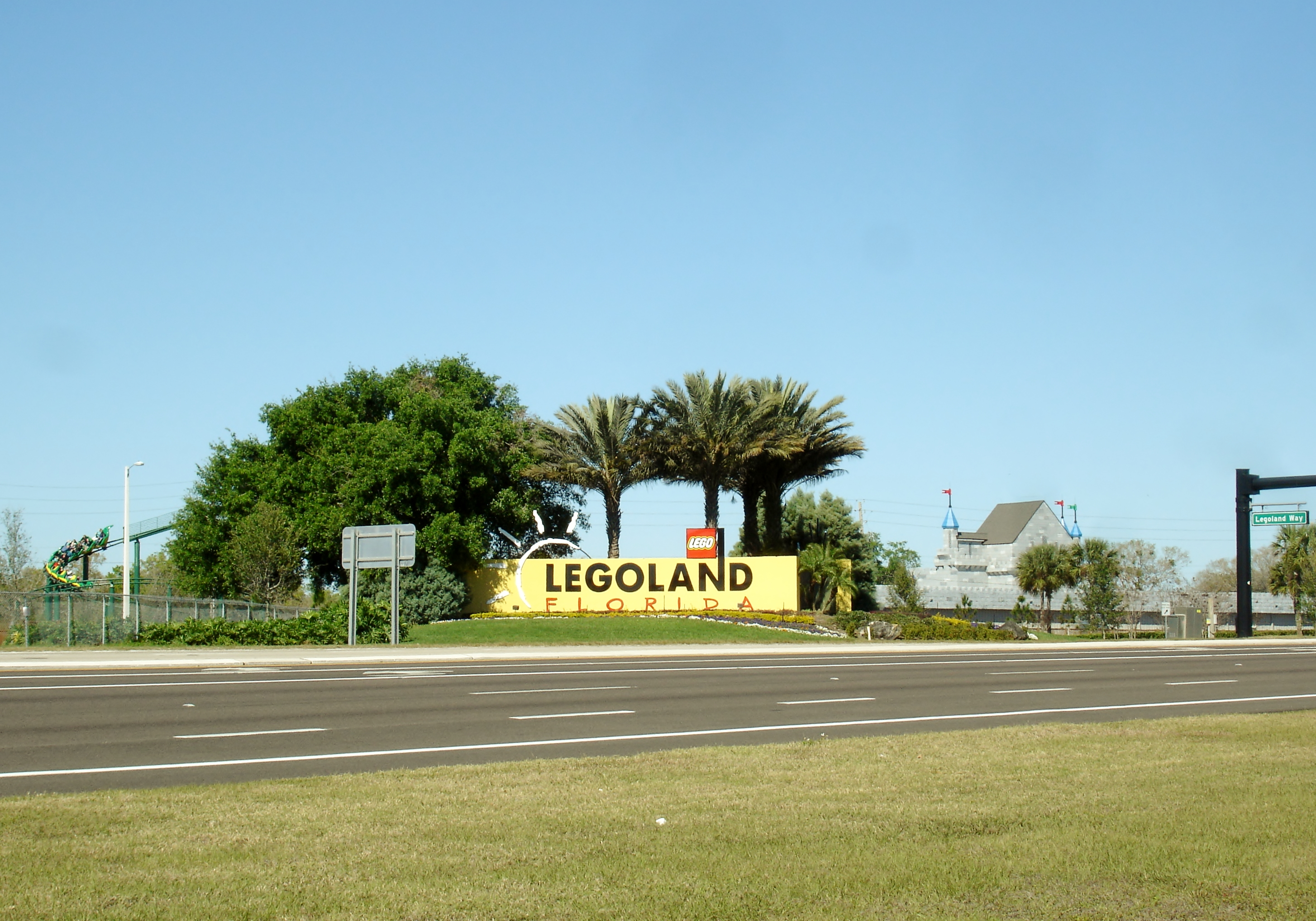
Знак Леголенда во Флориде

15 октября 2011 года состоялось открытие Леголенда во Флориде. Парк предназначен для семей с детьми от 2 до 12 лет. Площадь этого Леголенда составляет 0,59 квадратного километра, что делает его вторым по площади Леголендом (первый по площади Леголенд в Виндзоре). Парк насчитывает более 45 аттракционов. Также в 2012 году в этом парке появился аквапарк, а 15 мая 2015 года была открыта гостиница. Ранее вместо парка был ботанический сад «Сайприс-Гарденс», который закрылся в 2009 году.

## Леголенд в Виндзоре

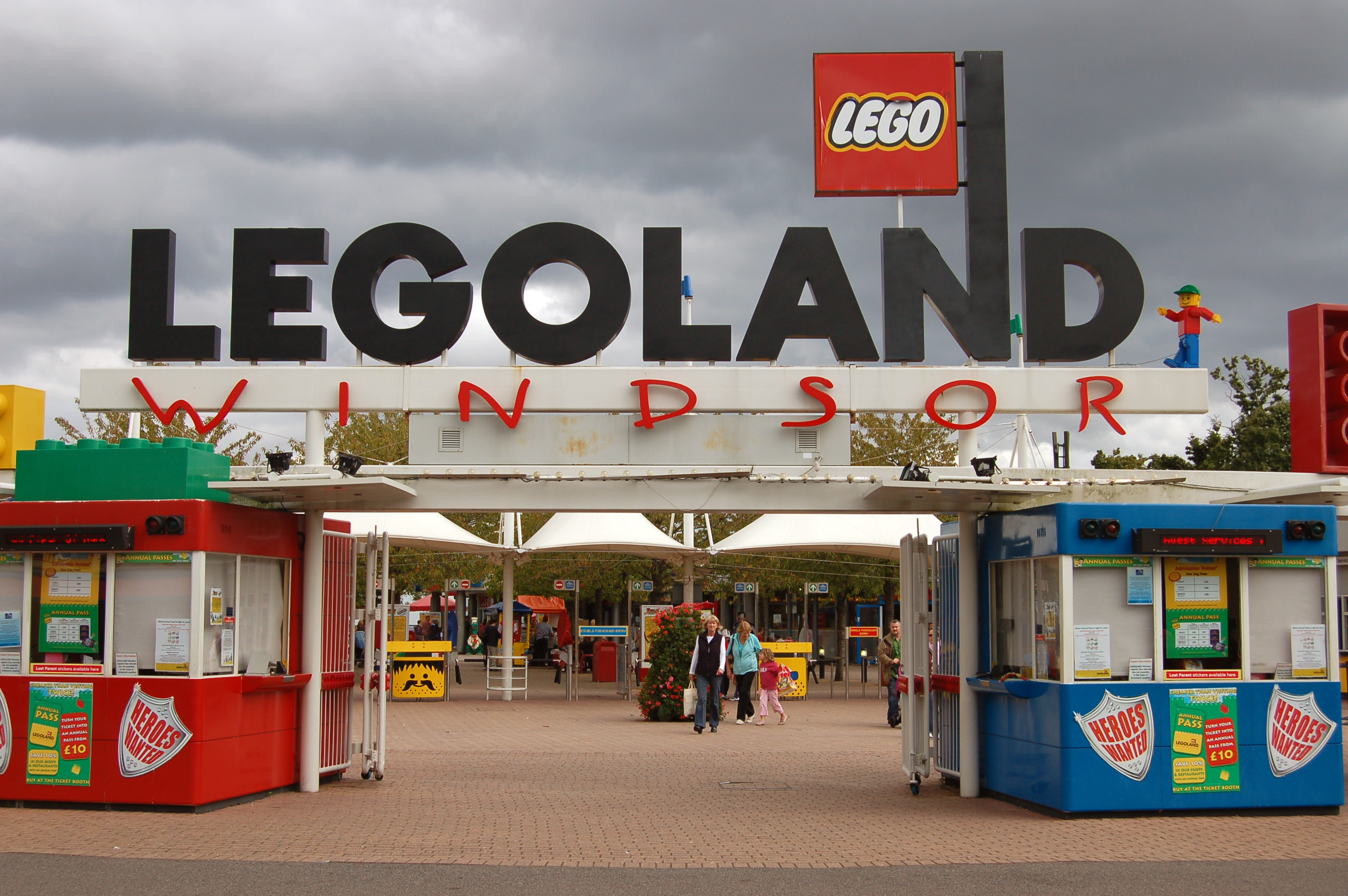
Леголенд в Виндзоре, Англия

В марте 1996 года открылся Леголенд в городе Виндзор, Англия. Самый большой Леголенд по площади (0,61 квадратного километра). Парк насчитывает более 55 аттракционов. За 2015 год парк посетило более 2,2 миллиона посетителей. Парк обычно открывается с марта по ноябрь. Лозунг этого Леголенда: «Awesome Awaits».

## Леголенд в Малайзии

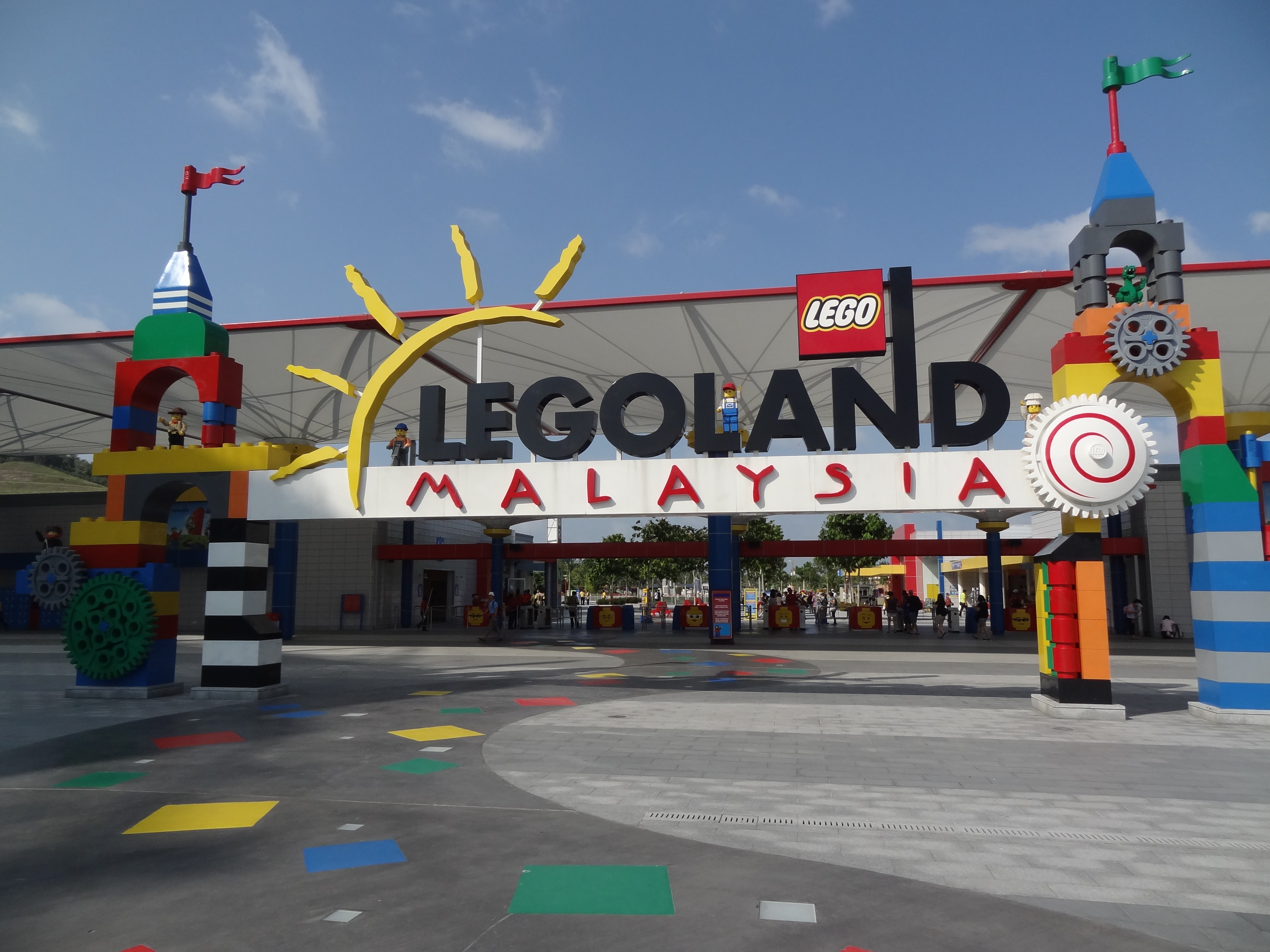
Леголенд в Малайзии

Этот Леголенд открылся 15 сентября 2012 года в городе Искандар Путери, штат Джохор, Малайзия. Является первым Леголендом в Азии. Площадь парка занимает 310 тысяч квадратных метров. Открыт весь год. Также имеет аквапарк.

## Леголенд в Японии

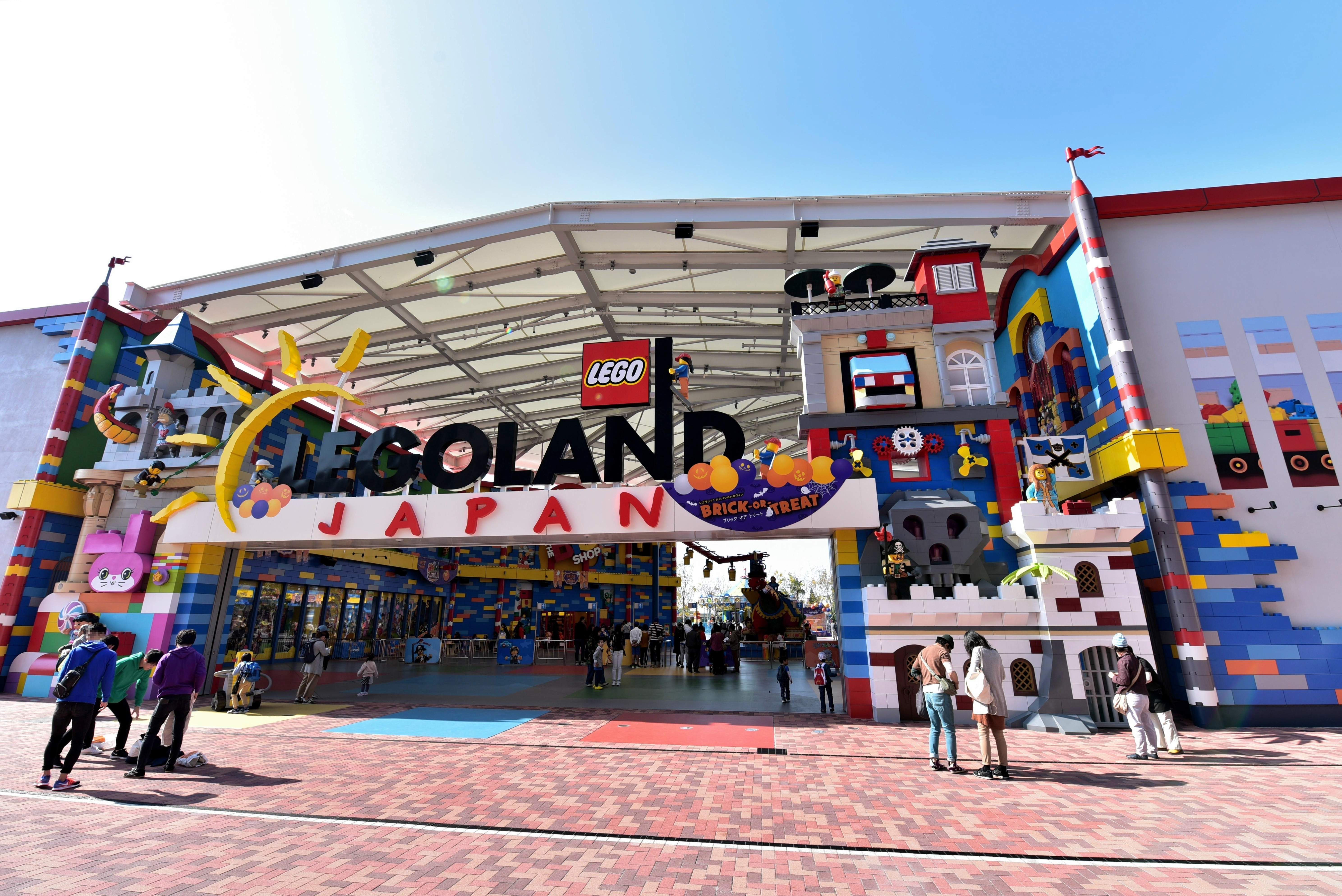
Леголенд в Японии

Этот Леголенд открылся 1 апреля 2017 года в городе Нагоя, Япония. Площадь парка занимает 93 000 квадратных метров. Парк насчитывает более 40 аттракционов. Открыт весь год.

## Леголенд в Дубае

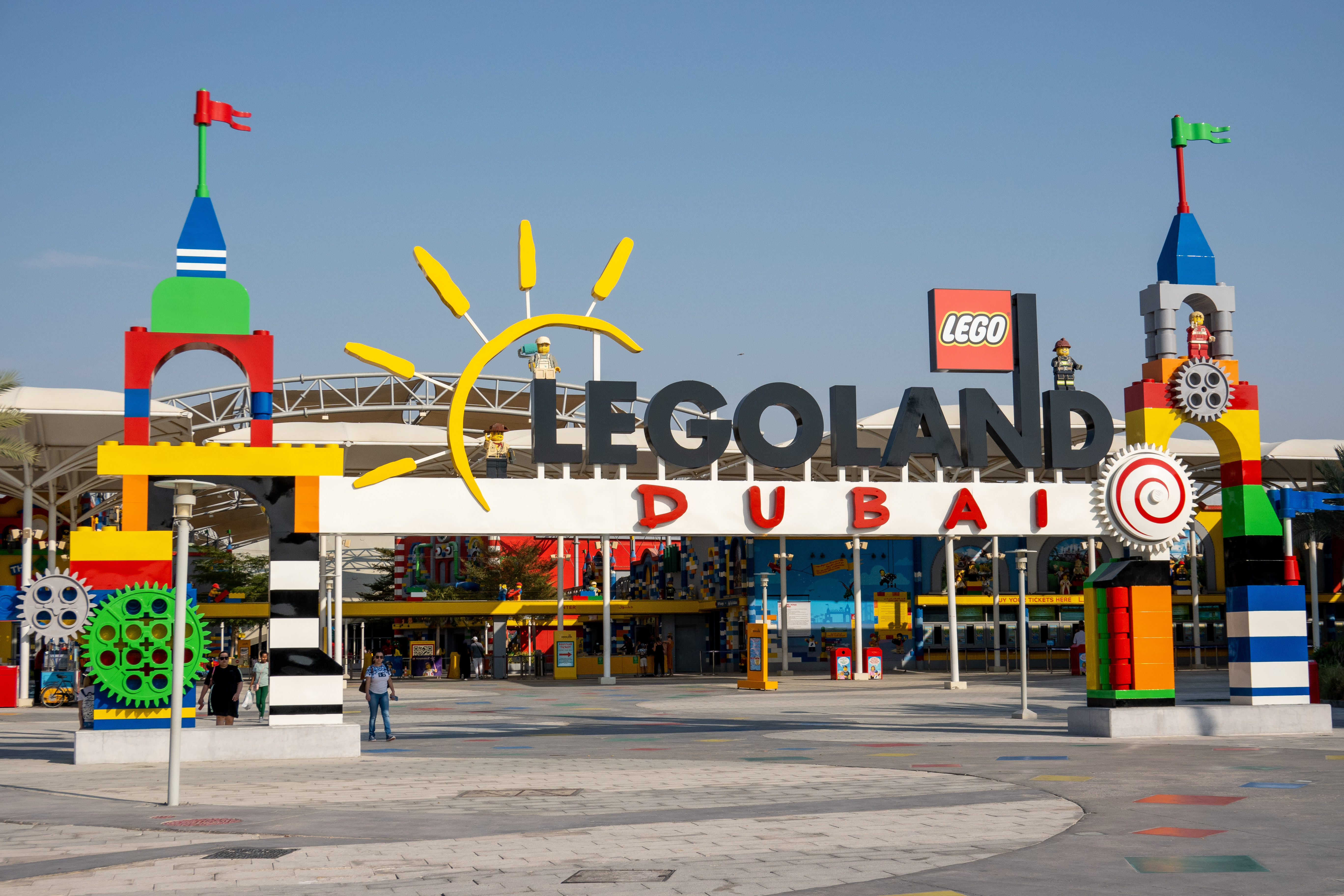
Леголенд в Дубае, ОАЭ

Этот Леголенд открылся 13 октября 2016 года. Площадь парка занимает 120 000 квадратных метров. Парк насчитывает более 40 аттракционов. Открыт весь год.

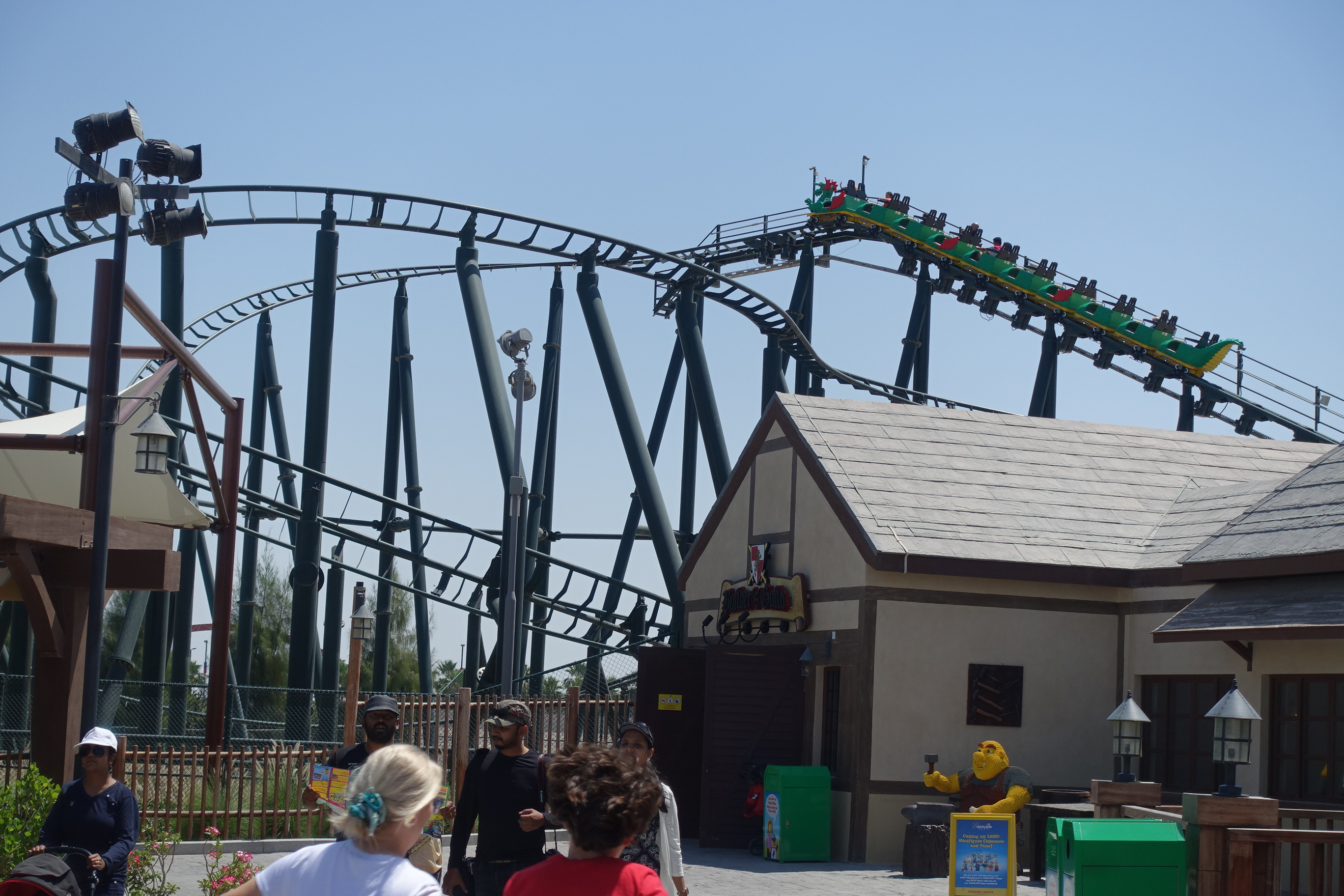
Один из аттракционов парка

## Леголенд в Корее

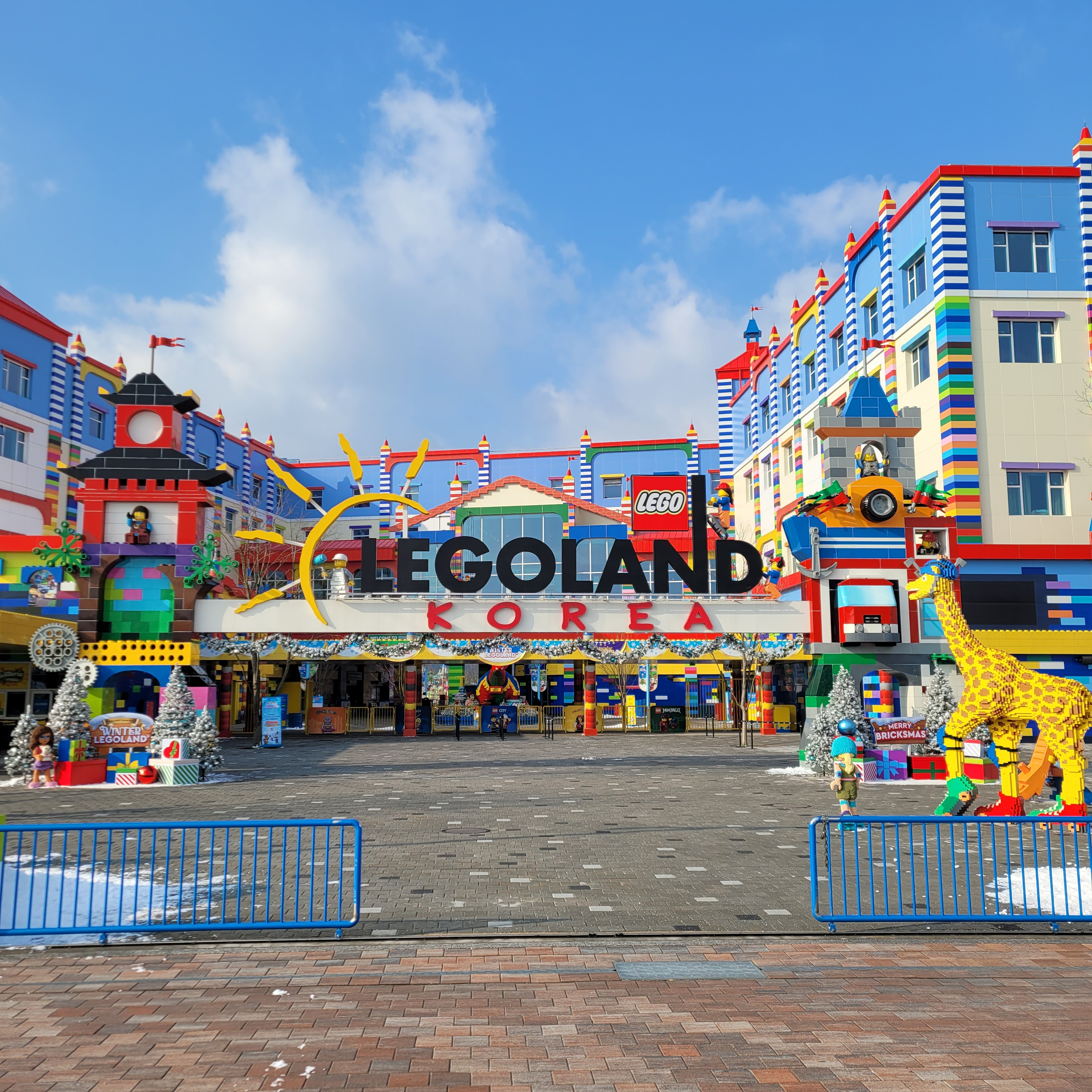
Леголенд в Чхунчхоне, Южная Корея

Этот Леголенд открылся 5 мая 2022 года в городе Чхунчхон, Южной Корее. Площадь парка занимает 280 000 квадратных метров. Парк насчитывает более 40 аттракционов. Открыт весь год.

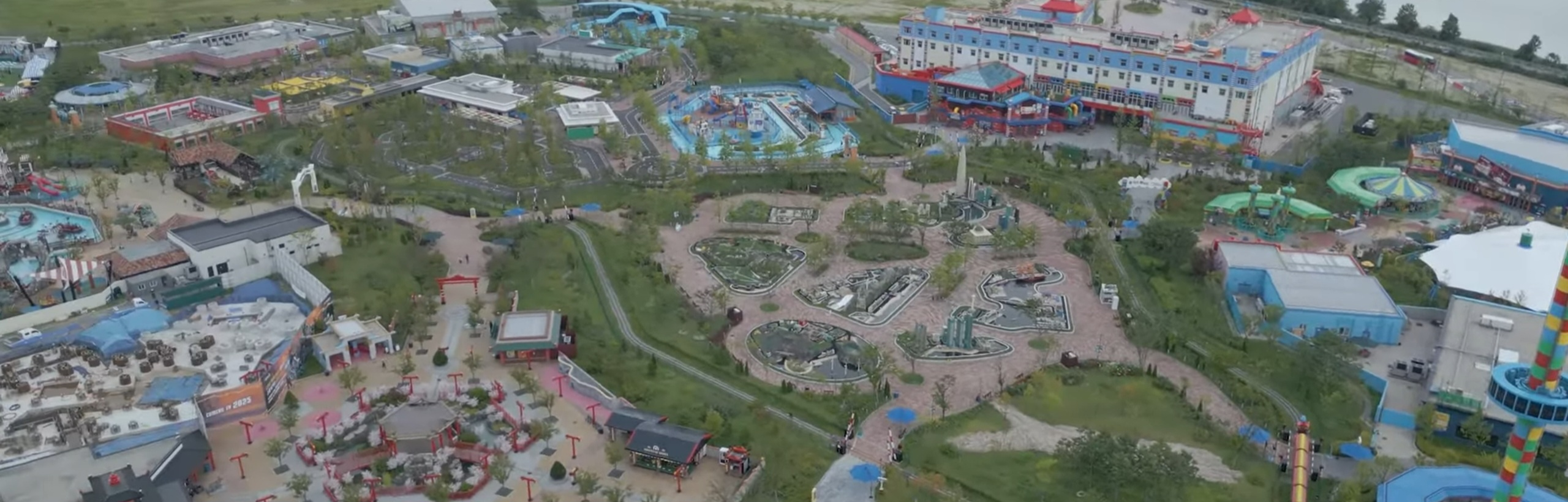
Панорамный вид на парк

## Леголенд в Шанхае
Этот Леголенд открылся 5 июля 2025 года в городе Шанхае, Китае. Площадь парка занимает 318 000 квадратных метров. Парк насчитывает более 35 аттракционов. Открыт весь год.

## Аквапарк Леголенд в Италии
Аквапарк Леголенд открылся в 2021 году в Италии, как часть тематического парка Гардаленд.